# Peter Gustaf Tengmalm
Peter Gustaf Tengmalm, även kallad Per eller Pehr, född 29 juni 1754 i Stockholm, död 27 augusti 1803 i Västerås, var en svensk läkare och naturforskare.
Tengmalm blev 1772 student vid Uppsala universitet, måste i flera år söka sin utkomst som informator och ägnade sig därunder även åt att studera de svenska fåglarnas levnadssätt och hushållning. Han återvände 1778 till Uppsala och promoverades där 1785 till medicine doktor. Samma år förordnades han till fristadsläkare i Eskilstuna och till provinsialläkarens medhjälpare i Livgedinget i Södermanland. Efter hemkomsten från en vetenskaplig utrikes resa utnämndes han 1793 till provinsialläkare i Västmanland och kvarstod som sådan till sin död. År 1797 blev han ledamot av Kungliga Vetenskapsakademien. 
Tengmalms skrifter är dels av ornitologiskt, dels av medicinskt innehåll. I Vetenskapsakademiens handlingar påträffas av honom bland annat Utkast till uggle-slägtets, i synnerhet svenska arternas historia (1793), och efter honom fick pärlugglan sitt tidigare vetenskapliga namn Strix Tengmalmi (senare ändrat till Aegolius funereus).